# José António Silva
José António Silva  (Silves, 15 de Junho de 1957 - 22 de Novembro de 2017) foi um empresário português, que foi considerado um importante impulsionador do movimento associativo, na defesa dos interesses das empresas do comércio e serviços.

## Biografia

### Nascimento
Nasceu em 15 de Junho de 1957, em Silves.

### Carreira profissional
Exerceu como presidente da Confederação do Comércio e Serviços de Portugal entre 2004 e 2010, e da assembleia geral da Associação do Comércio e Serviços da Região do Algarve entre 2002 a 2009. Entre 2002 e 2012 também foi presidente do conselho fiscal da  NERA – Associação Empresarial da Região do Algarve. Assumiu igualmente a presidência do grupo ALICOOP – Cooperativa de Produtos Alimentares do Algarve, que foi um dos maiores agrupamentos económicos na região, tendo sido um forte impulsionador do comércio de proximidade, que teve um grande importância no sistema económico e social das comunidades. Foi considerado um dos mais importantes empresários na região.
Em Agosto de 2009, o grupo ALICOOP entrou em processo de insolvência, tendo José António Silva manifestado, em Abril de 2010, a sua intenção de ficar na empresa até à formação da assembleia de credores, que iria ser instituída pelo Tribunal de Silves entre Maio e Junho desse ano. Entretanto, estava a trabalhar num plano para tentar salvar a empresa, que envolvia fundos do Instituto de Apoio às Pequenas e Médias Empresas, dos fornecedores e dos próprios trabalhadores. Em 30 de Abril, encerraram os últimos dezasseis supermercados da marca Alisuper, parte do grupo ALICOOP, tendo nessa altura José António Silva declarado que esta medida tinha sido imposta para «proteger a massa insolvente, para não agravar a dívida, e sempre com o intuito de proteger a empresa e como um meio para atingir a viabilização de um plano».
Também esteve ligado ao movimento associativista, tendo presidido à assembleia geral do Silves Futebol Clube de 1998 e 2007. Durante as Eleições presidenciais de 2006, fez parte da comissão de honra de Cavaco Silva, pelo qual foi mandatário pelo Distrito de Faro.
Foi um dos principais responsáveis pela fundação do Museu da Cortiça de Silves, integrado no antigo complexo da Fábrica do Inglês, que em 2001 recebeu o Prémio Micheletti para melhor museu industrial da Europa.

### Família e falecimento
Faleceu em 22 de Novembro de 2017, aos 60 anos de idade. Era irmão de Isabel Soares, antiga presidente da Câmara Municipal de Silves. O funeral teve lugar em Silves, em 25 de Novembro.
Na sequência do seu falecimento, a Assembleia da República emitiu uma nota de pesar, onde enalteceu a sua carreira como empresário e associativista. A Associação do Comércio e Serviços da Região do Algarve e a Confederação do Comércio e Serviços de Portugal também expressaram publicamente o seu pesar, tendo esta última destacado a conduta de José António Silva durante um período de grandes dificuldades para o sistema do comércio de proximidade, tendo ainda assim conseguido cumprir algumas metas importantes, incluindo «o lançamento do Código de Ética para o Comércio e Serviços».